# Theatro Municipal de São Paulo
O Theatro Municipal de São Paulo é um teatro brasileiro localizado na cidade de São Paulo, projetado pelos arquitetos Ramos de Azevedo, Claudio Rossi e Domiziano Rossi no estilo arquitetônico eclético, inspirado na Ópera de Paris e inaugurado em 1911. É um dos cartões postais da cidade, localizado na Praça Ramos de Azevedo, também considerado um dos mais importantes teatros do país. Construído para atender ao desejo da elite paulista da época, que queria que a cidade estivesse à altura dos grandes centros culturais.
Seu estilo arquitetônico é semelhante ao dos mais importantes teatros do mundo. O edifício faz parte do Patrimônio Histórico do estado desde 1981 quando foi tombado pelo Condephaat. Além de sua importância arquitetônica, o teatro também possui notabilidade histórica, pois foi palco da Semana de Arte Moderna, o marco inicial do Modernismo no Brasil.
É considerado um dos palcos de maior respeito do Brasil e apresenta uma das maiores e melhores produções líricas do país. Importantes artistas já pisaram em seu palco como Enrico Caruso, Beniamino Gigli, Mario Del Monaco, Maria Callas, Renata Tebaldi, Bidu Sayão, Benito Maresca, Niza de Castro Tank, Neyde Thomas, Arturo Toscanini, Camargo Guarnieri, Villa-Lobos, Francisco Mignone, Magdalena Tagliaferro, Guiomar Novaes, Pietro Mascagni, Ana Pawlova, Arthur Rubinstein, Claudio Arrau, Duke Ellington, Ella Fitzgerald, Isadora Duncan, Margot Fonteyn, Vaslav Nijinski, Rudolf Nureyev, Mikhail Baryshnikov, dentre muitos outros.
Desde 2011 o Theatro Municipal passou a ter mais autonomia administrativa e artística da Secretaria Municipal de Cultura, sendo administrado então pela Fundação Theatro Municipal de São Paulo. No ano seguinte passou a contar com um anexo: a Praça das Artes, um conjunto arquitetônico que abriga seus corpos artísticos e funciona como uma extensão de suas atividades, sendo sede também da Sala do Conservatório, da Escola de Dança de São Paulo e da Escola Municipal de Música de São Paulo.

## História

### Idealização, construção e inauguração

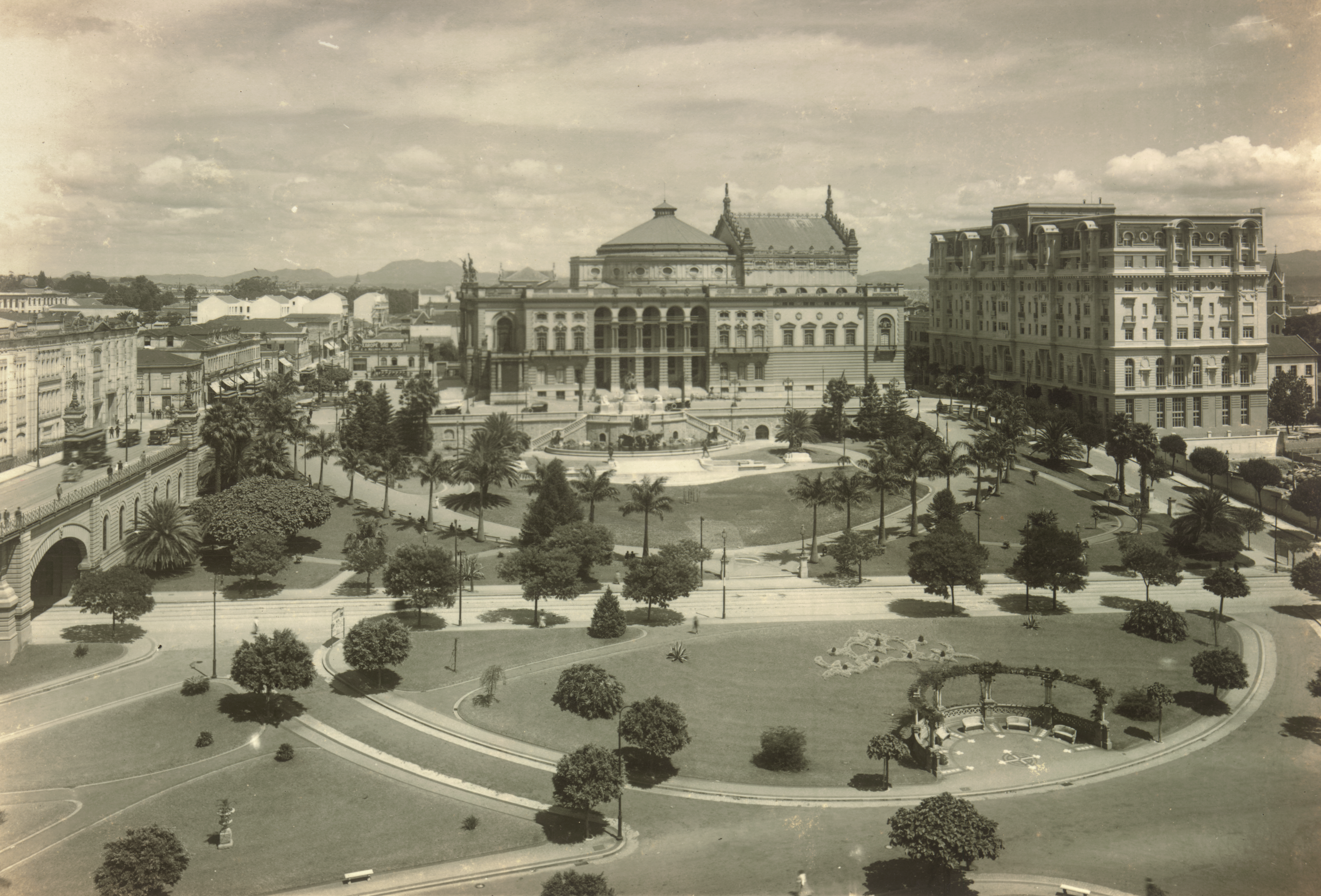
Cartão postal do início do século XX, mostrando o Theatro Municipal de São Paulo

O gosto pela música erudita já havia sido formado por influência da Corte, tendo grande impulso durante reinado do Imperador Dom Pedro II e da Imperatriz Teresa Cristina. Vários teatros foram construídos ao longo da costa brasileira e interior do Brasil. Na cidade de São Paulo, pequenos teatros cumpriam a tarefa da recepção de companhias internacionais que se apresentavam em teatros como o Teatro Provisório Nacional, Teatro Politeama, Teatro Minerva e o Teatro Apolo, assim como o melhor deles, o Theatro São José.[carece de fontes?]
Iniciou-se no ano de 1895 as discussões sobre a construção de um teatro especificamente para ópera com um projeto enviado para a Câmara Municipal que tramitou sem sucesso. Em 1898, após o Theatro São José ser destruído por um incêndio, a Câmara Municipal decretou a Lei nº 336 de 24 de janeiro de 1898, com incentivo para o empreendimento da construção de um ou mais teatros na Capital mediante a isenção de impostos por 50 anos e de outros benefícios fiscais. O Escritório Técnico de Ramos de Azevedo apresenta a proposta de construção. Outra proposta já havia sido apresentada por Cláudio Rossi ao primeiro prefeito Antônio Prado que fez a aproximação entre o escritório de Ramos de Azevedo.[carece de fontes?]

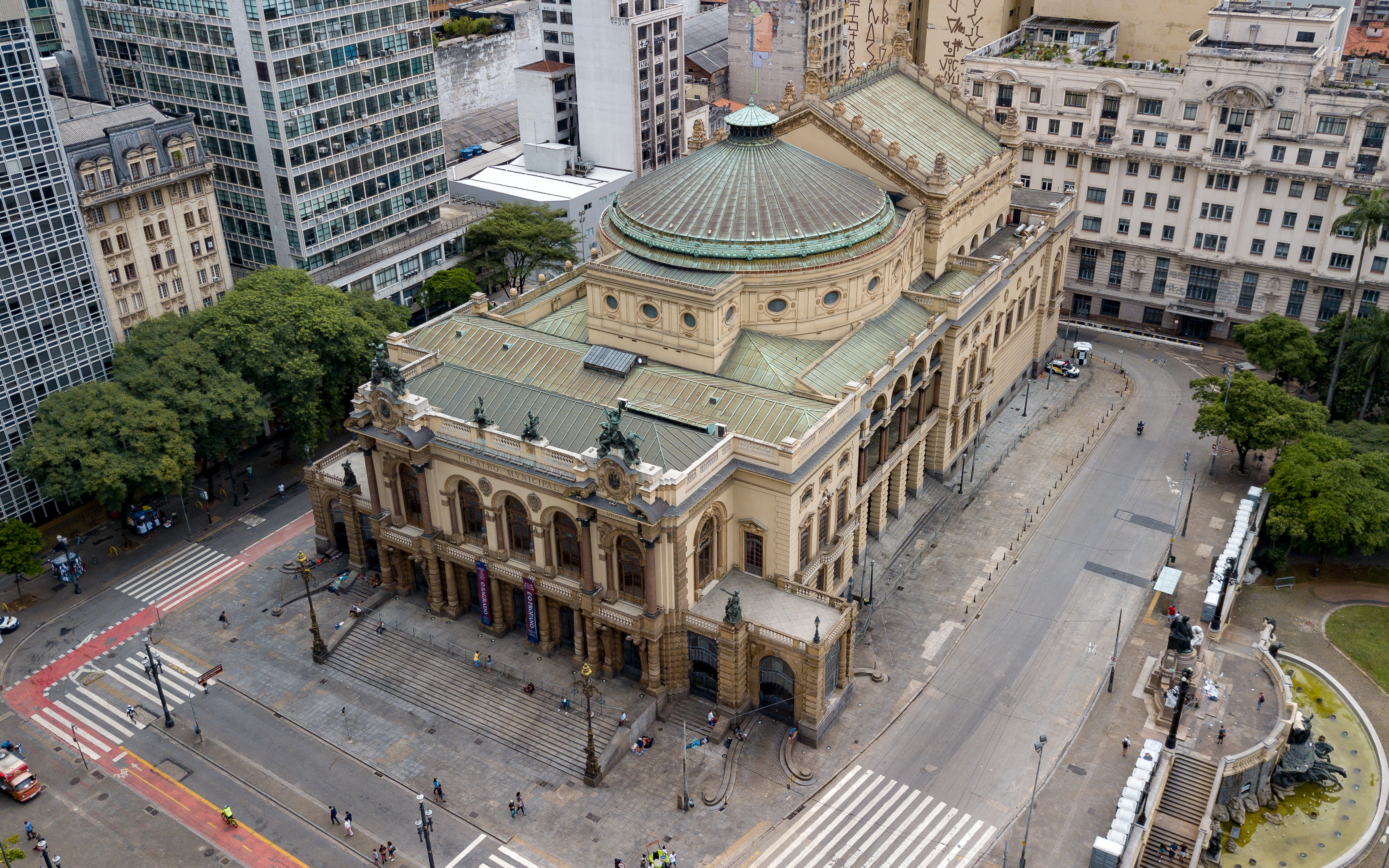
O Theatro Municipal de São Paulo, a principal casa de ópera do país

O local escolhido para a construção foi o Morro do Chá, que já abrigava o Teatro São José. Com o projeto de Cláudio Rossi, desenhos de Domiziano Rossi e construção pelo Escritório Técnico de Ramos de Azevedo, as obras foram iniciadas em 26 de junho de 1903 e finalizadas em 1911. O estilo arquitetônico da obra é o eclético, em voga na Europa desde a segunda metade do século XIX. São combinados os estilos Renascentista, Barroco do setecentos e Art Nouveau, sendo o último o estilo da época. O teatro é estruturado em quatro corpos: a fachada, composta pelo vestíbulo, o salão de entrada e a escadaria nobre; o central, no qual encontra-se a sala de espetáculos; o palco; e, por fim, o ambiente onde estão localizados os camarins.

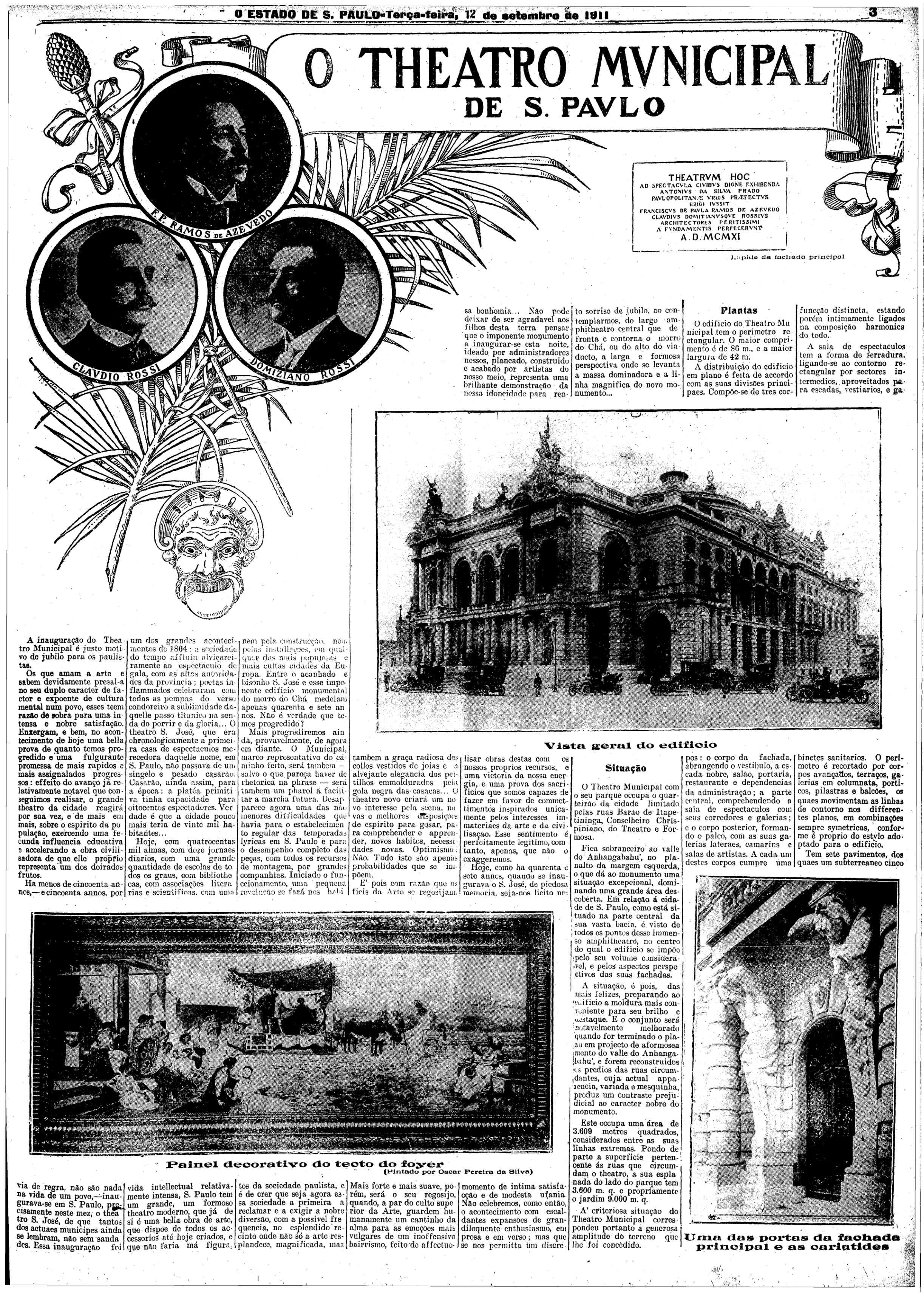
Página de matéria de O Estado de S. Paulo sobre a inauguração do Theatro Municipal, em 12 de setembro de 1911

A inauguração estava marcada para o dia 11 de setembro, mas devido ao atraso na chegada dos cenários da companhia Titta Ruffo em São Paulo, pois vinham de turnê pela Argentina, foi adiada para 12 de setembro. Houve uma grande aglomeração no entorno do edifício. Cerca de 20 mil cidadãos vieram admirar a iluminação com energia elétrica vinda do interior e do entorno do Theatro Municipal, algo que era atípico na época.
Além da inauguração, a noite de 12 de Setembro de 1911 foi cenário do primeiro trânsito da cidade de São Paulo. O espetáculo foi iniciado com a leitura de um trecho da obra da ópera Il Guarany, de Carlos Gomes. Seguiu-se depois a encenação da ópera Hamlet, de Ambroise Thomas, com o barítono Titta Ruffo no papel principal.

### Os primeiros anos

Vista interior da sala principal

No período de 1912 a 1926, o teatro apresentou 88 óperas de 41 compositores, sendo dezessete italianos, dez franceses, oito brasileiros, quatro alemães e dois russos, totalizando 270 espetáculos. Mas o fato mais marcante do teatro no período e talvez em toda a sua existência foi um evento que assustaria e indignaria grande parte dos paulistanos na época: a Semana de Arte Moderna de 1922.[carece de fontes?]

### A Semana de Arte Moderna

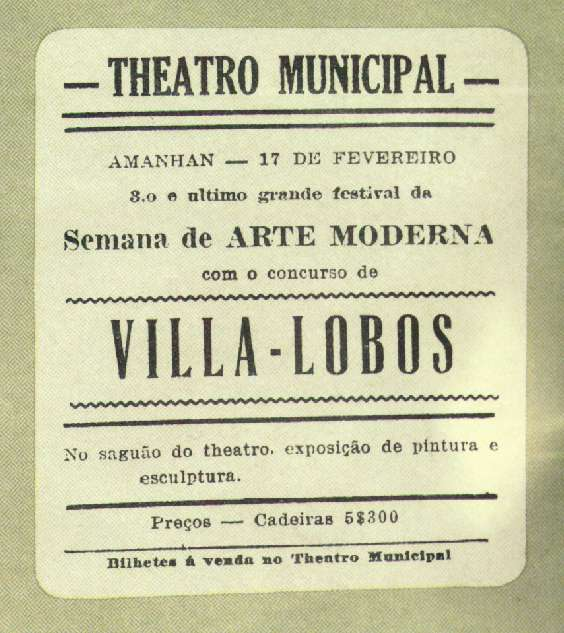
Cartaz anunciando o último dia da Semana de Arte Moderna

De 11 a 18 de fevereiro, o Theatro Municipal sediou um evento modernista que veio a ser conhecido como a Semana de Arte Moderna. Durante os sete dias de evento, ocorreu uma exposição modernista e nas noites dos dias 13, 15 e 17 de fevereiro aconteceram apresentações de música, poesia e palestras sobre a modernidade no país e no mundo.
O Modernismo pregava a ruptura de todo e qualquer valor artístico que existira até o momento, propondo uma abordagem totalmente nova à pintura, à literatura, à poesia e aos outros tipos de arte. A Semana de Arte Moderna contou com nomes já consagrados, como Graça Aranha e outros, que se tornariam futuros grandes expoentes do modernismo brasileiro. Participaram do movimento Mário de Andrade, Oswald de Andrade, Anita Malfatti, Guilherme de Almeida, Menotti Del Picchia, Di Cavalcanti, Víctor Brecheret, Heitor Villa-Lobos, entre outros. Tarsila do Amaral não participou da Semana, pois se encontrava na Europa na ocasião e teve conhecimento do evento por meio de cartas, sobretudo de Anita Malfatti, amiga que a apresentaria, em meados de 1922, a Menotti, Mário e Oswald. Essas cinco personalidades passaram a se frequentar e se reunir a partir de então, passando a se autodenominar como o Grupo dos Cinco, em que informações sobre a arte moderna eram trocadas, vivenciadas e praticadas.

### Meados do século XX

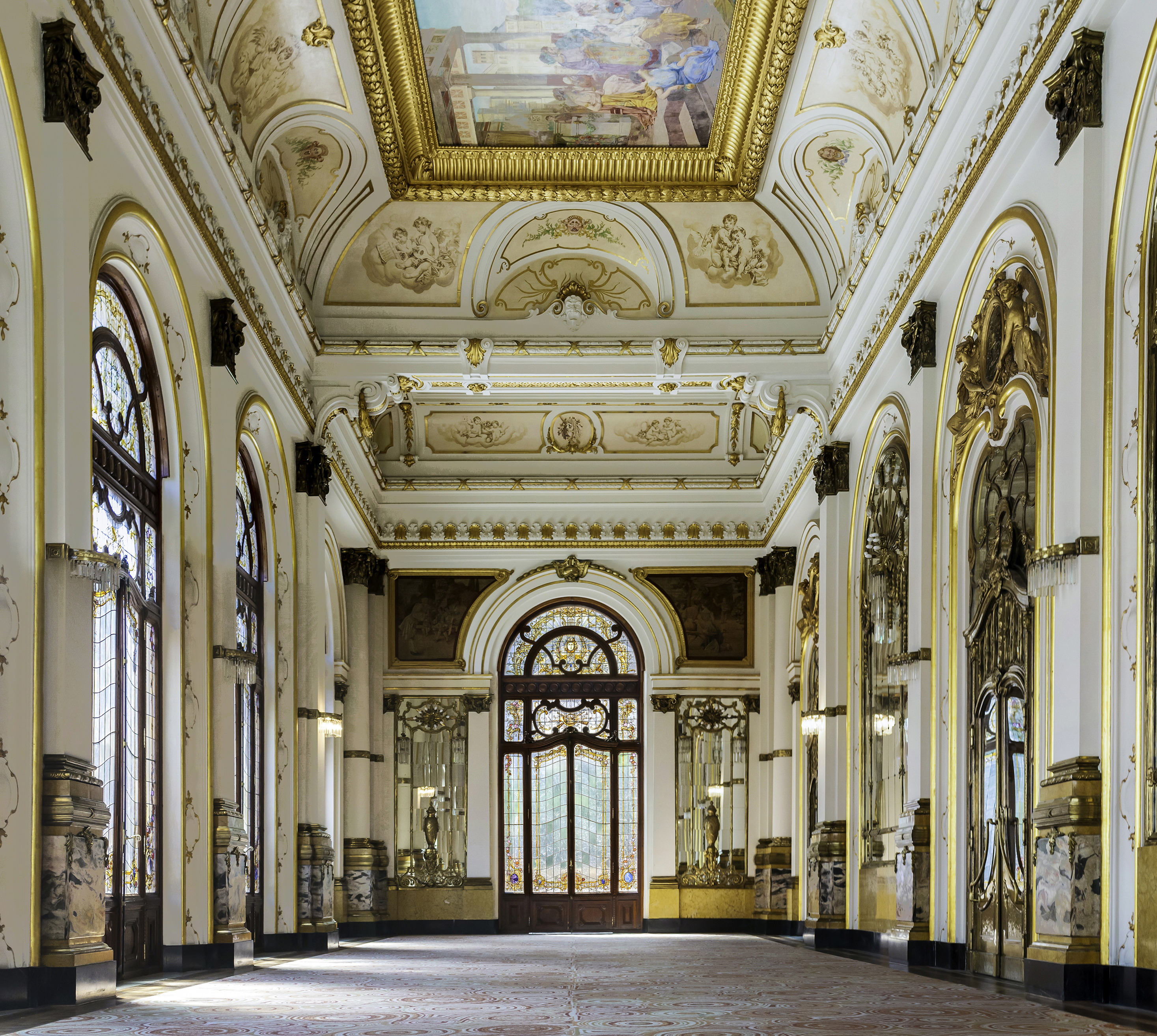
Salão Nobre do Theatro Municipal de São Paulo

Com o passar dos anos, o teatro, que havia sido feito exclusivamente para a ópera, mostrou-se capaz de abrigar outros eventos artísticos, como, além da Semana de Arte Moderna, performances de bailarinas como Anna Pavlova e Isadora Duncan.
Entre 1952 e 1955 acontece a primeira grande reforma do edifício durante a gestão do prefeito Jânio Quadros. Esta reforma teve por objetivo a entrega do teatro para as comemorações do Quarto Centenário da cidade de São Paulo, mas por atraso nas obras, a reinauguração só aconteceu em 1955. A sala de espetáculos teve suas ordens demolidas e reconstruídas. Foram retirados os camarotes de proscênio para dar lugar ao órgão G. Tamburini. Os ornamentos e mobiliários foram refeitos pelo Liceu de Artes e Ofícios.
Quanto mais os anos passavam, apesar de ainda gozar de grande respeito, o Theatro Municipal, foi perdendo espaço como centro de cultura para a população, que passou por diversas transformações sociais e culturais durante todo o século.

### Fim do século XX aos dias atuais

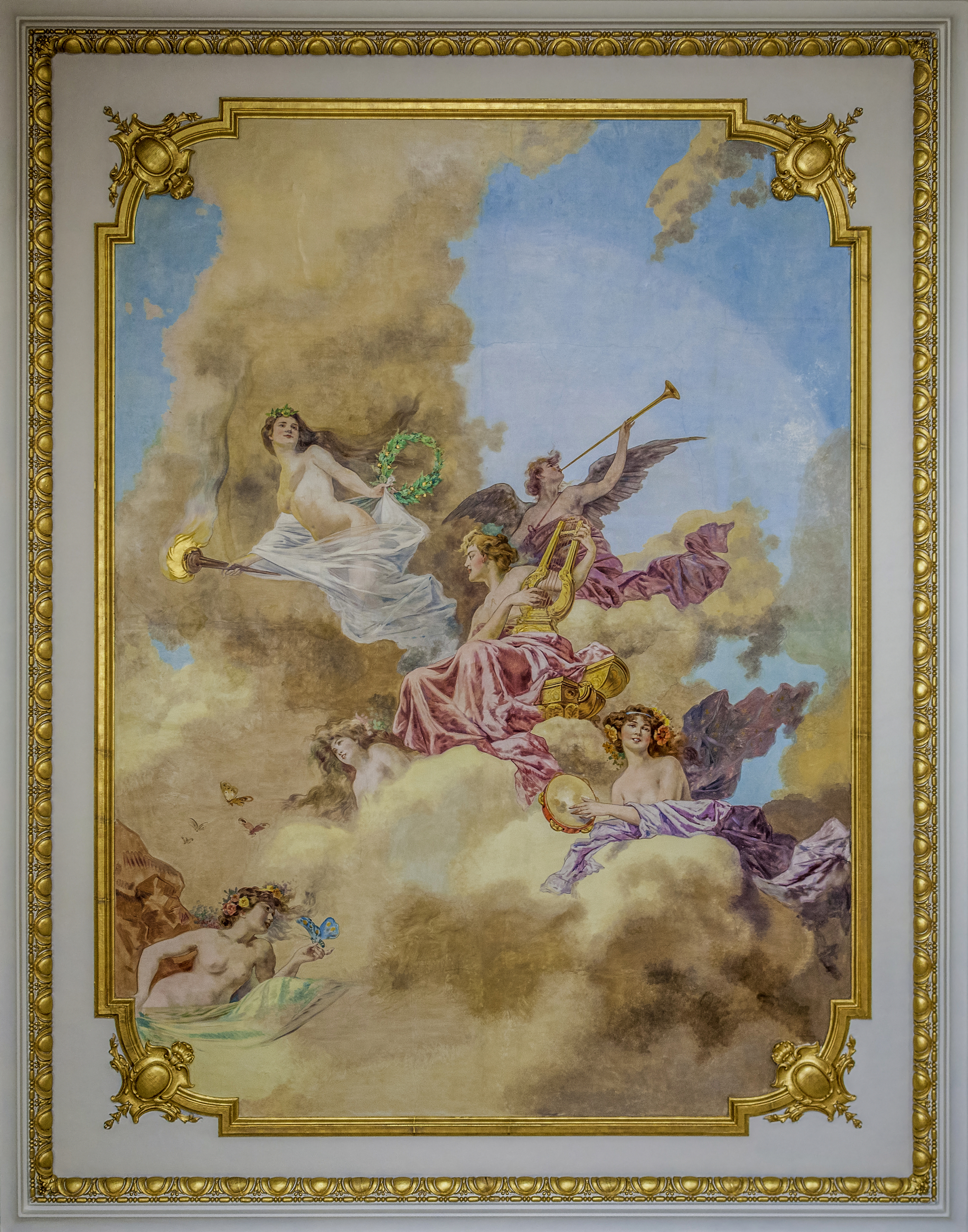
Uma das pinturas que decora o edifício do teatro: A Música, de Oscar Pereira da Silva.

Na década de 1980, o teatro passou por uma segunda reforma, iniciada na gestão do prefeito Jânio Quadros.
Ao se aproximar de seu centenário, novas obras de restauração foram iniciadas no edifício em 2008. Foi a terceira e mais complexa reforma do edifício, onde foi refeita toda a parte de sonorização, acústica, mecânica cênica e tratamento acústico do fosso da orquestra. Foi restaurado, também, o palco, pinturas antigas e mais de 14 mil vitrais. Além disso, deixando o verde para trás com a intenção de tornar a aparência mais antiga, o vermelho tornou-se novamente a cor principal da sala de espetáculos, assim como a tapeçaria e os estofamentos das poltronas. A intenção da restauração foi de deixar o Theatro Municipal com a aparência do século passado, só que mais moderno por dentro. As obras foram concluídas em novembro de 2011.

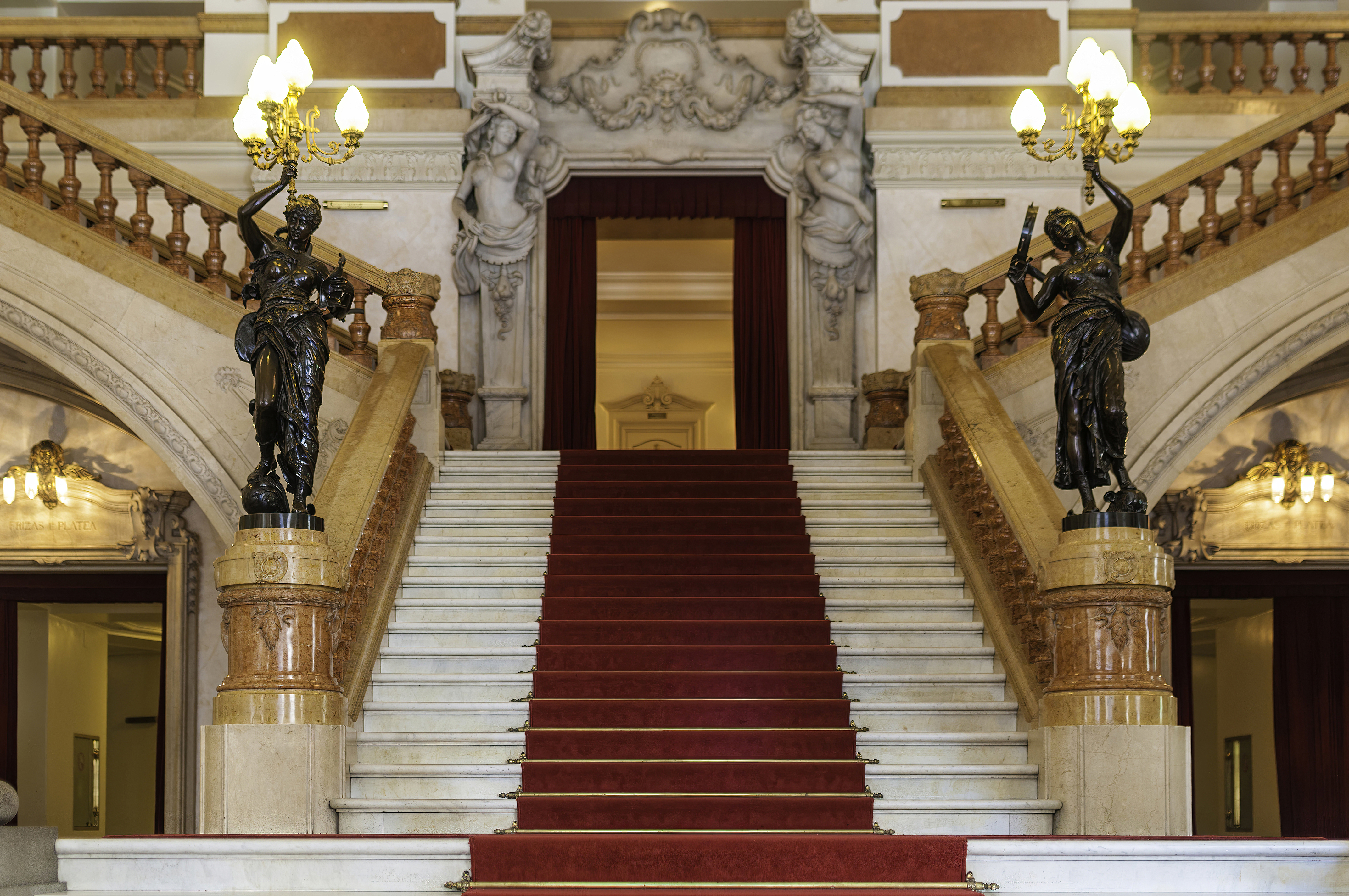
Vista da escada central do Theatro Municipal em dia de apresentação.

Neste mesmo ano o teatro deixou de fazer parte do departamento da Secretaria Municipal de Cultura e foi transformado em fundação de direito público através da Fundação Theatro Municipal de São Paulo, passando a ser gerido pelo Instituto Brasileiro de Gestão Cultural em 2013. O objetivo de transferir a gestão para uma Organização social foi dar mais autonomia administrativa e financeira ao teatro, porém a iniciativa não foi tão bem-sucedida e escândalos de corrupção surgiram em 2016 durante a gestão de John Neschling, que foi afastado dos cargos de diretor artístico e regente titular.
Em março de 2017 a Justiça decidiu transferir a administração do Theatro Municipal de volta às mãos da Prefeitura de São Paulo. O descumprimento da ordem, com prazo de 90 dias para o Instituto Brasileiro de Gestão Cultural abandonasse as atividades, acarretaria uma multa diária de R$ 10 000. A decisão foi tomada por conta das irregularidades na administração do teatro, que causaram prejuízos de cerca de R$ 15 milhões aos cofres públicos.
Em 2019, Hugo Possolo assumiu o cargo de diretor artístico do Theatro Municipal, antes ocupado por Cleber Papa. Roberto Minczuk é o atual regente titular da Orquestra Sinfônica Municipal de São Paulo.

## Infraestrutura

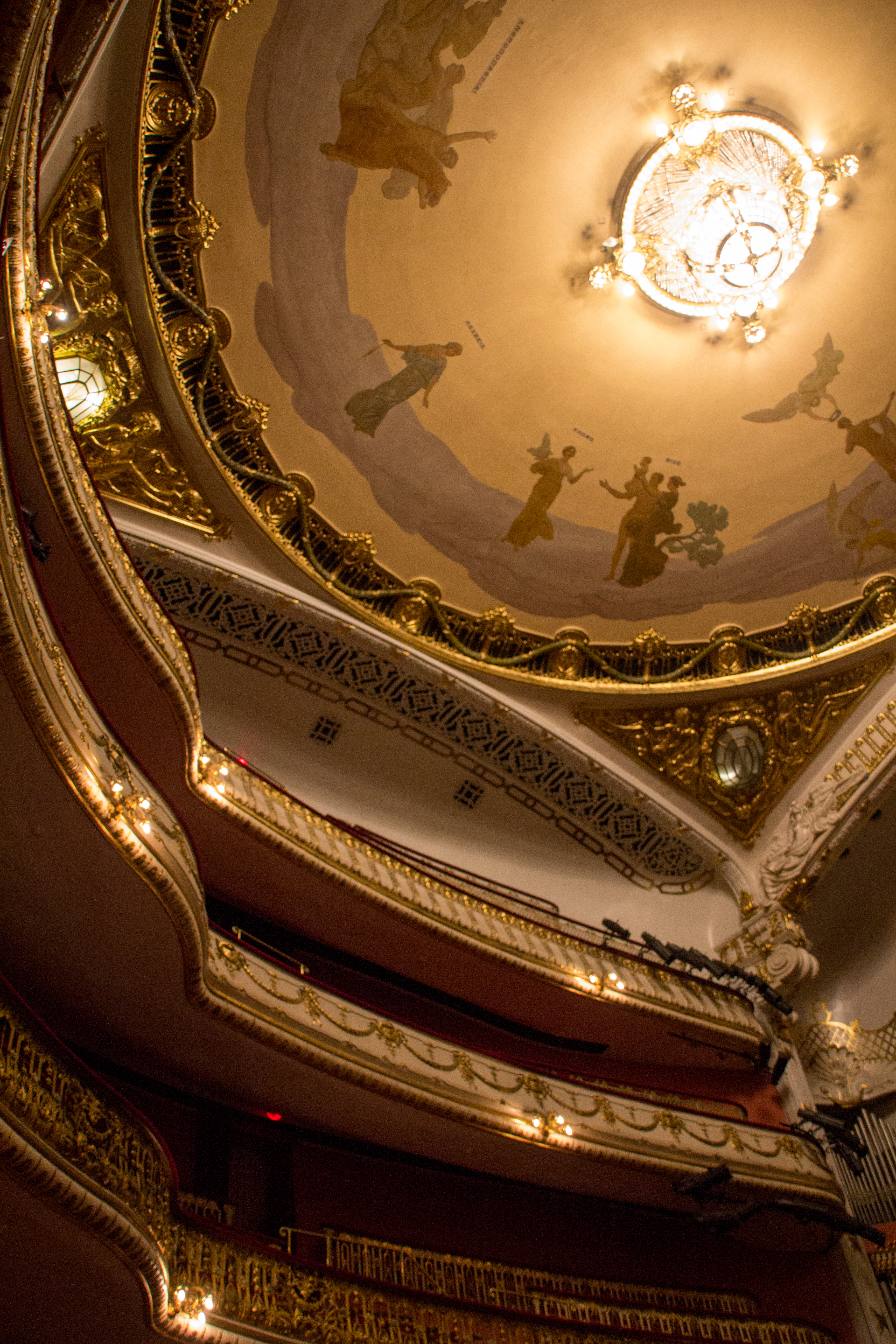
Interior da sala de espetáculos com visão do lustre, galeria, balcão simples e foyer

As obras de restauração finalizadas em 2011 modernizaram o edifício do teatro e o palco foi equipado com modernos mecanismos cênicos. O problema de falta de salas de ensaio, estrutura e espaço físico nos bastidores foi parcialmente resolvido em 2012 com a inauguração da Praça das Artes, complexo cultural que passou a funcionar como um anexo do teatro e palco para diversos eventos culturais.
Na inauguração do primeiro módulo, a Praça das Artes passou a abrigar a Escola Municipal de Música de São Paulo e a Escola de Dança de São Paulo. Além disso, o Quarteto de Cordas da Cidade de São Paulo ocupou a Sala do Conservatório que está localizada no andar superior do antigo Conservatório Dramático e Musical de São Paulo e a Orquestra Experimental de Repertório passou a utilizar as dependências da escola de música para seus ensaios.

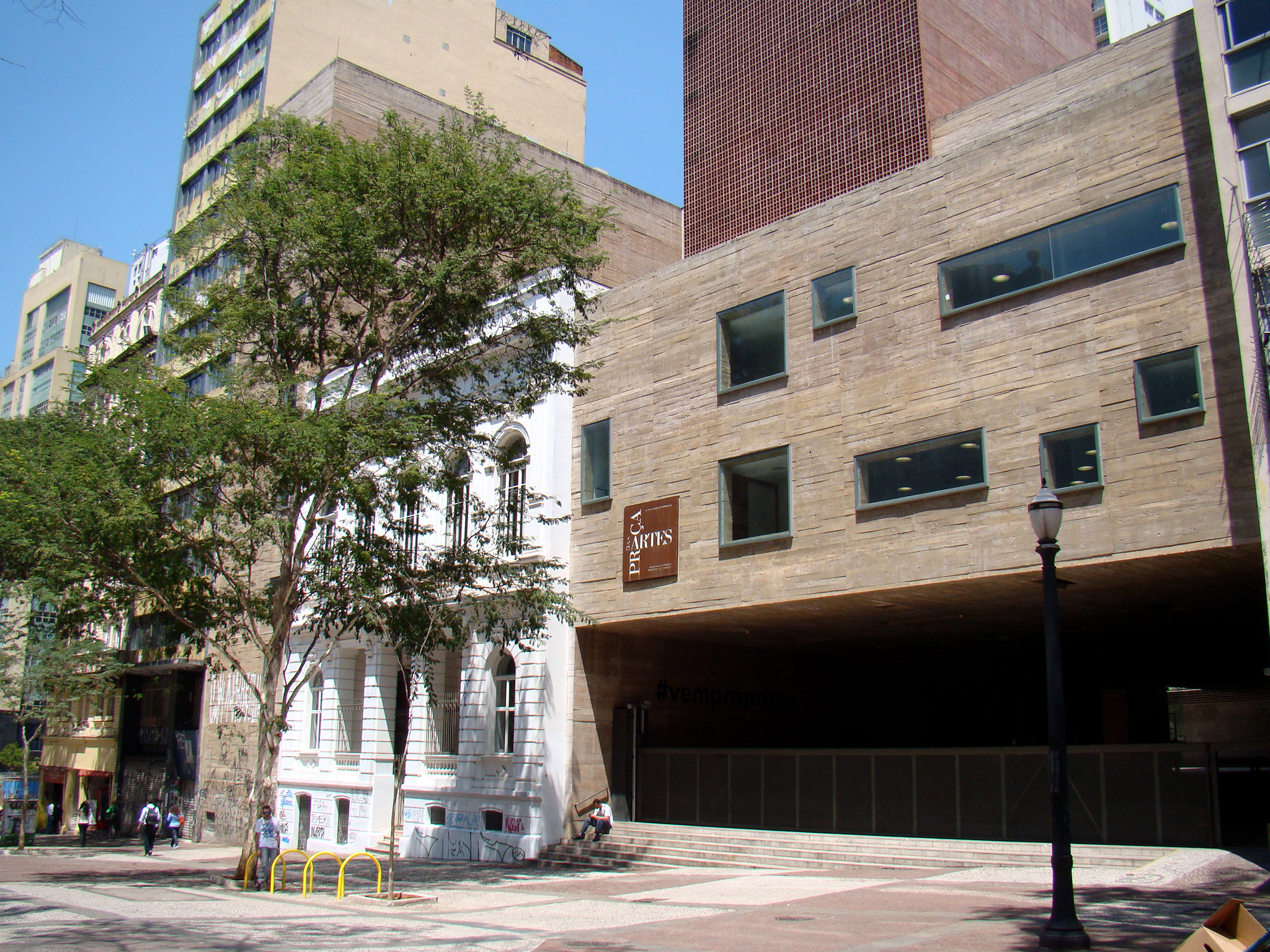
Praça das Artes, complexo cultural que funciona como uma extensão das atividades do Theatro Municipal de São Paulo.

A segunda fase do conjunto arquitetônico, atualmente em obras, contempla a conclusão do edifício dos corpos artísticos. Após a finalização, a Orquestra Sinfônica Municipal de São Paulo, o Coro Lírico Municipal de São Paulo, o Balé da Cidade de São Paulo e o Coral Paulistano Mário de Andrade serão abrigados neste edifício e contarão com melhor infraestrutura para seus ensaios. Nesta fase também serão inauguradas uma praça interna com abertura para a rua Formosa, um jardim e um bar externo. Embora a Praça das Artes não esteja conectada fisicamente ao Theatro Municipal, ela funciona como seu anexo e está localizada no quarteirão atrás do teatro. Há ainda um projeto de ampliação do conjunto arquitetônico, aumentando a área destinada à escola de dança e construção de um auditório e discoteca.
A estrutura física do teatro tem capacidade para atender 1523 pessoas, porém nem todos os seus assentos possuem visão completa para o palco. Em 28 de setembro de 2014 foi publicado pela Folha de S.Paulo o resultado de uma avaliação feita pela equipe do jornal ao visitar os sessenta maiores teatros da cidade de São Paulo. O Theatro Municipal foi premiado com três estrelas, uma nota "regular", com o consenso: "Pontos positivos: compra on-line, serviços e instalações. Entretanto, o número de banheiros não é suficiente, e há lugares com visão muito prejudicada (no site, eles são indicados). Em uma das visitas, muita gente dos balcões laterais teve que assistir à apresentação em pé para conseguir enxergar o que se passava no palco. O espaçamento entre as fileiras e o conforto das poltronas são regulares. No ano seguinte, o teatro recebeu a mesma nota.

## Corpos artísticos e escolas de formação

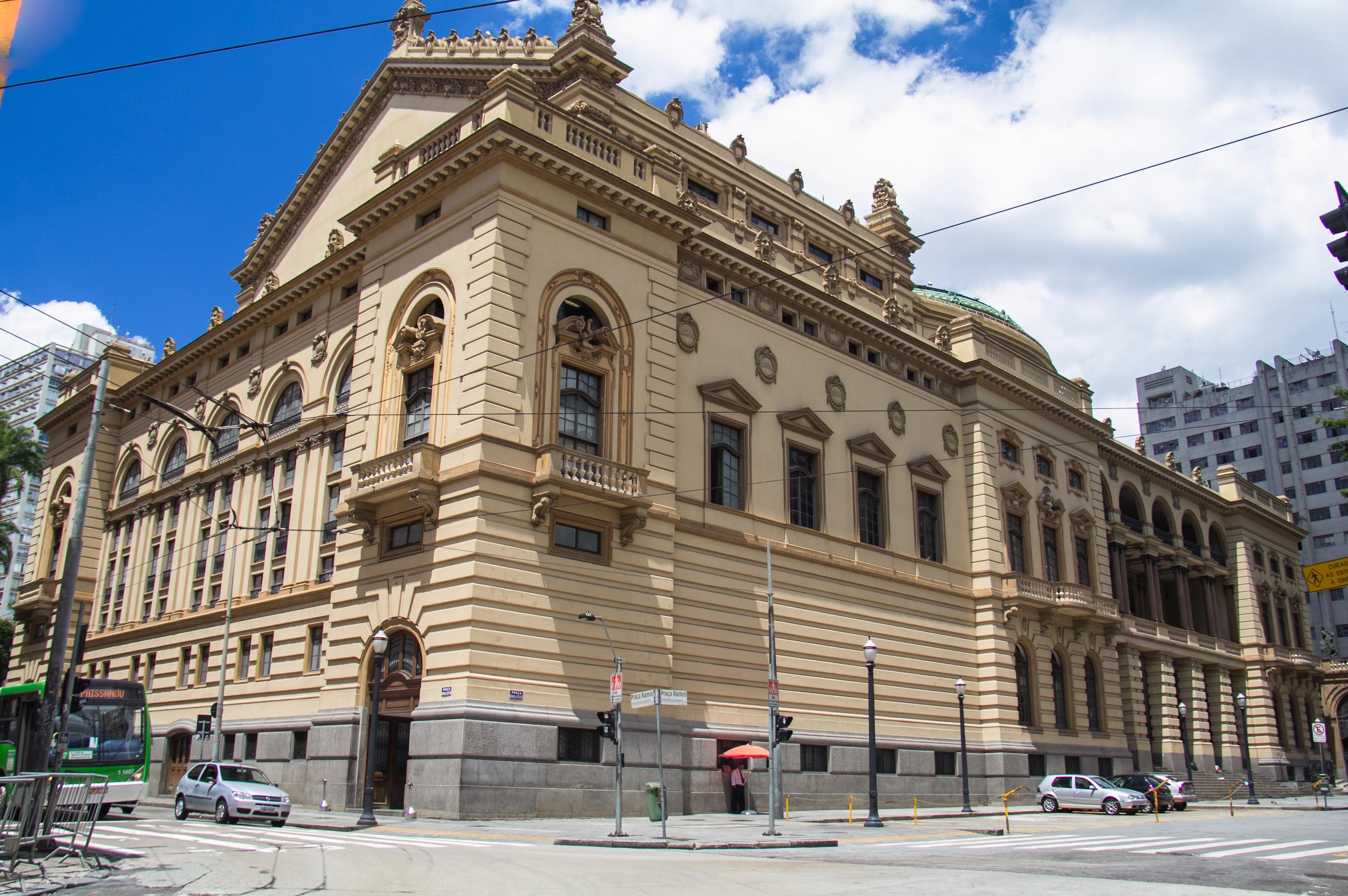
Fundos do edifício do teatro, com vista para a porta de entrada dos artistas

Até o início do século XX, as óperas que eram encenadas no Theatro Municipal eram produções completamente estrangeiras, pois, até então, o teatro não contava com instrumentistas e coros completos para uma montagem própria. Também na época não existiam muitas instituições de formação artística além do Conservatório Dramático e Musical de São Paulo.
Para apresentar suas temporadas líricas, além de eventualmente trazer artistas convidados, o teatro conta com os seguintes corpos artísticos:
- Orquestra Sinfônica Municipal de São Paulo
- Coro Lírico Municipal de São Paulo
- Balé da Cidade de São Paulo
- Coral Paulistano Mário de Andrade
- Orquestra Experimental de Repertório
- Quarteto de Cordas da Cidade de São Paulo

Ligadas ao núcleo de formação do Theatro Municipal de São Paulo, existem a Escola Municipal de Música de São Paulo e a Escola de Dança de São Paulo, cujo objetivo é formar músicos e bailarinos para seguirem carreira artística. Desde 2012 ambas as escolas estão sediadas na Praça das Artes e passaram a contar com infraestrutura sofisticada e adequada para seu pleno funcionamento.